# رأفت علي
رأفت علي (مواليد 20 مايو 1975) لاعب كرة قدم سابق ومدرب أردني من أصل فلسطيني يعمل حاليّا مدربًا لنادي الوحدات الأردني، وكان يلعب في نادي الوحدات ويشغل مركز خط الوسط وصناعة الألعاب، وهو لاعب دولي سبق له وأن مثل المنتخب الأردني في أكثر من مناسبة حيث نجح بقيادة منتخب بلاده إلى الفوز بذهبية الدورة الرياضية العربية في بيروت عام 1997 وكذلك الفوز بذهبية الدورة الرياضية العربية في عمان عام 1999. كما وحقق إنجازات متعددة مع فريقه الوحدات على الصعيد المحلي والعربي والآسيوي أبرزها الفوز بالدوري الأردني وكأس الأردن وكأس الكؤوس ودرع الاتحاد الأردني لكرة القدم في أكثر من مناسبة.

## حياته
يعتبر رأفت علي النجم الأول عند جماهير نادي الوحدات وكثيرا ما يخصوه بالهتاف أثناء المباريات، وأصبح مع مرور الوقت أحد أهم لاعبي كرة القدم الأردنية وأحد أهم اللاعبين الذين ساهموا في إحراز فريق الوحدات لكرة القدم للألقاب.
في يونيو 2011 قام رأفت علي بتوقيع عقد مع فريق الكويت الكويتي لموسم واحد مقابل 160 ألف دولار، لكن الأمور لم تسر على ما يرام بين اللاعب والنادي مما أدى إلى إنهاء العقد في ديسمبر 2011 ليوقع بعدها عقد جديد مع ناديه الأم الوحدات في يناير 2012.
وقد أعلن اللاعب اعتزاله اللعب دولياً في 18 فبراير 2010 عبر برنامج صدى الملاعب. وأكد أن قراره نهائي ولا رجعة فيه.
اعتزل اللعب نهائيا مع ناديه الوحدات بعد قيادته له في الموسم الأخير 2013-2014 للفوز بأكثر من بطولة وودعته الجماهير الوحداتيه والأردنية بحفل اعتزال أسطوري هو الأكبر بتاريخ الأردن جمعت ناديي الوحدات والرمثا وشارك فيها نجوم كرة القدم في الوحدات والأندية الأردنية وزملاء رأفت السابقين أمثال جهاد وهشام عبد المنعم وخالد سعد وغانم حمارشة وغيرهم الكثيرين.

## أهدافه الدولية
| #  | تاريخ          | مكان   | خصم                      | نتيجة | حصيلة | منافسة                    |
| -- | -------------- | ------ | ------------------------ | ----- | ----- | ------------------------- |
| 1  | 24 سبتمبر 1998 | الدوحة | ليبيا                    | 2–1   | فوز   | كأس العرب 1998            |
| 2  | 17 أغسطس 1999  | عمان   | عمان                     | 2–0   | فوز   | دورة الألعاب العربية 1999 |
| 3  | 14 فبراير 2006 | عمان   | كازاخستان                | 2–0   | فوز   | مباراة ودية               |
| 4  | 21 يوليو 2006  | عمان   | العراق                   | 2–1   | فوز   | مباراة ودية               |
| 5  | 30 يوليو 2006  | عمان   | سوريا                    | 3–0   | فوز   | مباراة ودية               |
| 6  | 30 يوليو 2006  | عمان   | سوريا                    | 3–0   | فوز   | مباراة ودية               |
| 7  | 30 يوليو 2006  | عمان   | سوريا                    | 3–0   | فوز   | مباراة ودية               |
| 8  | 16 أغسطس 2006  | عمان   | الإمارات العربية المتحدة | 2–1   | خسارة | تصفيات كأس آسيا 2007      |
| 9  | 11 أكتوبر 2006 | لاهور  | باكستان                  | 3–0   | فوز   | تصفيات كأس آسيا 2007      |
| 10 | 15 نوفمبر 2006 | عمان   | عمان                     | 3–0   | فوز   | تصفيات كأس آسيا 2007      |
| 11 | 28 يناير 2008  | عمان   | لبنان                    | 4–1   | فوز   | مباراة ودية               |

## روابط خارجية
- رأفت علي على موقع الاتحاد الدولي (مؤرشف)  (الإنجليزية)
- رأفت علي على موقع ناشيونال فوتبول تيمز (الإنجليزية)
- رأفت علي على موقع كووورة